# Atherinella guatemalensis
Atherinella guatemalensis är en fiskart som först beskrevs av Günther, 1864.  Atherinella guatemalensis ingår i släktet Atherinella och familjen Atherinopsidae. IUCN kategoriserar arten globalt som livskraftig. Inga underarter finns listade.